# Municipio de Alexander-Belle Prairie
El municipio de Alexander-Belle Prairie (en inglés: Alexander-Belle Prairie Township) está ubicado en el condado de Rush, en el estado de Kansas (Estados Unidos).

## Geografía
El municipio de Alexander-Belle Prairie se encuentra ubicado en las coordenadas 38°27′33″N 99°31′48″O / 38.45917, -99.53000. Según la Oficina del Censo de los Estados Unidos, en 2010 tenía una superficie total de 219,69 km², de la cual 219,66 (99,98%) correspondían a tierra firme y 0,04 (0,02%) a agua.

## Demografía
Según el censo de 2010, el municipio de Alexander-Belle Prairie estaba habitado por 116 personas y su densidad de población era de 0,53 hab/km². Según su raza, el 95,69% de los habitantes eran blancos, el 0,86% asiáticos, y el 3,45% de otras razas. Además, del total de la población, el 4,31% eran hispanos o latinos de cualquier raza.